# Měsíční filtr
Měsíční filtr je filtr využívaný v astronomii.

## Praktický význam
Filtr snižuje jas Měsíce nebo jiného pozorovaného objektu jako např. planet. Filtr obvykle nemění barvu pozorovaného objektu. Snížení jasu slouží k tomu, že si lze prohlédnout i malé detaily na povrchu pozorovaného objektu. Velký jas objektů nedovoluje si prohlédnout detaily, ale měsíční filtr sníží jas natolik, aby byly detaily vidět.

## Použití
Filtr se upevňuje na spodní části okuláru nebo Barlowovy čočky. Poté stačí vložit okulár nebo Barlowovu čočku a upevnit je do okulárového výtahu.